# And Justice for None
And Justice for None es el séptimo álbum de estudio de la banda americana de heavy metal Five Finger Death Punch. Fue lanzado el 18 de mayo de 2018, y fue precedido por dos sencillos lanzados en diciembre de 2017 en su álbum recopilatorio A Decade of Destruction. Es el último álbum lanzado a través de Prospect Park y el último álbum en el que aparece el baterista fundador Jeremy Spencer, quien dejó la banda en diciembre de 2018.

## Trasfondo
La banda ya había completado la grabación del álbum para el 31 de diciembre de 2016. Sin embargo, debido a los continuos problemas con su sello Prospect Park, el álbum se retrasó hasta 2018 después de que llegaron a negociaciones con el sello. Después de que se llegara a negociaciones a finales de 2017, publicaron la compilación de grandes éxitos A Decade of Destruction y se incluyeron en la compilación dos nuevas canciones tituladas "Trouble" y una versión de la canción de The Offspring "Gone Away" grabada para el nuevo álbum, y "Trouble" se incluyó en la versión de lujo del nuevo álbum, que también presenta una portada diferente de la edición estándar.

## Recepción
En la ceremonia de los Premios Bandit Rock 2019, ganó el premio al mejor álbum internacional.

## Listado de pistas
Edición estándar
| Edición estándar      |                                                 |          |  |
| N.º                   | Título                                          | Duración |  |
| 1.                    | «Fake»                                          | 3:30     |  |
| 2.                    | «Top Of The World»                              | 2:42     |  |
| 3.                    | «Sham Pain»                                     | 3:29     |  |
| 4.                    | «Blue On Black» (cover de Kenny Wayne Shepherd) | 4:34     |  |
| 5.                    | «Fire in the Hole»                              | 2:56     |  |
| 6.                    | «I Refuse»                                      | 3:38     |  |
| 7.                    | «It Doesn't Matter»                             | 3:45     |  |
| 8.                    | «When the Seasons Change»                       | 3:47     |  |
| 9.                    | «Stuck in My Ways»                              | 3:56     |  |
| 10.                   | «Rock Bottom»                                   | 2:31     |  |
| 11.                   | «Gone Away» (cover de The Offsprings)           | 4:35     |  |
| 12.                   | «Bloody»                                        | 3:49     |  |
| 13.                   | «Will the Sun Ever Rise»                        | 3:56     |  |
| Duración total: 47:10 |                                                 |          |  |

Edición de lujo
| N.º                   | Título                                          | Duración |  |
| 1.                    | «Trouble»                                       | 3:12     |  |
| 2.                    | «Fake»                                          | 3:30     |  |
| 3.                    | «Top of the World»                              | 2:42     |  |
| 4.                    | «Sham Pain»                                     | 3:29     |  |
| 5.                    | «Blue On Black» (cover de Kenny Wayne Shepherd) | 4:34     |  |
| 6.                    | «Fire in the Hole»                              | 2:56     |  |
| 7.                    | «I Refuse»                                      | 3:38     |  |
| 8.                    | «It Doesn't Matter»                             | 3:45     |  |
| 9.                    | «When the Seasons Change»                       | 3:47     |  |
| 10.                   | «Stuck in My Ways»                              | 3:56     |  |
| 11.                   | «Rock Bottom»                                   | 2:31     |  |
| 12.                   | «Gone Away» (cover de The Offsprings)           | 4:35     |  |
| 13.                   | «Bloody»                                        | 3:49     |  |
| 14.                   | «Will the Sun Ever Rise»                        | 3:56     |  |
| 15.                   | «Bad Seed»                                      | 3:59     |  |
| 16.                   | «Save Your Breath»                              | 3:27     |  |
| Duración total: 57:48 |                                                 |          |  |

## Personal
- Ivan Moody – voz, piano en "Gone Away"
- Zoltan Bathory – Guitarra rítmica
- Jason Gancho – guitarra líder, coros
- Jeremy Spencer – batería, percusión
- Chris Kael – bajo, coros

## Posiciones
| Gráfico (2018)                        | Posición de cumbre |
| ------------------------------------- | ------------------ |
| Australia (ARIA)                      | 4                  |
| Austria (Ö3 Austria)                  | 1                  |
| Bélgica (Ultratop flamenca)           | 12                 |
| Bélgica (Ultratop valona)             | 26                 |
| Canadá (Billboard Canadian Albums)    | 4                  |
| Dinamarca (Hitlisten)                 | 6                  |
| Países Bajos (Album Top 100)          | 19                 |
| Finlandia (Suomen Virallinen Lista)   | 2                  |
| Francia (SNEP)                        | 31                 |
| Alemania (Offizielle Top 100)         | 1                  |
| Hungría (MAHASZ)                      | 24                 |
| Irlanda (IRMA)                        | 84                 |
| Álbumes italianos (FIMI)              | 54                 |
| Álbumes japoneses (Oricon)            | 82                 |
| Álbumes de Nueva Zelanda (RMNZ)       | 12                 |
| Noruega (VG-lista)                    | 3                  |
| Escocia (Scottish Albums Chart)       | 6                  |
| Álbumes españoles (PROMUSICAE)        | 95                 |
| Álbumes suecos (Sverigetopplistan)    | 4                  |
| Suiza (Schweizer Hitparade)           | 1                  |
| Reino Unido (UK Albums Chart)         | 7                  |
| Estados Unidos (Billboard 200)        | 4                  |
| Estados Unidos (Top Hard Rock Albums) | 1                  |
| Estados Unidos (Top Rock Albums)      | 1                  |

### Posiciones de fin de año
| Gráfico (2018)                     | Posición |
| ---------------------------------- | -------- |
| German Albums (Offizielle Top 100) | 71       |